# اندروید نان خامه‌ای
اندروید نان خامه‌ای (انگلیسی: Android Eclair) یا اندروید نسخهٔ ۲ و نسخهٔ ۲٫۱ مانند نسخه ۱٫۶ مبتنی بر کرنل لینوکس ۲٫۶٫۲۹ طراحی شده‌اند. اندروید ویرایش ۲ در ۲۶ اکتبر ۲۰۰۹ معرفی شد. در سوم دسامبر ۲۰۰۹ SDK نسخه ۲٫۰٫۱ معرفی شد و SDK ویرایش ۲٫۱ در ۱۲ ژانویه ۲۰۱۰ منتشر گردید.

## قابلیت‌ها
اهم امکانات اضافه شده در این نسخه به شرح زیر هستند:
- سرعت سخت‌افزاریِ بهبود یافته
- ویژگی چند لمسی Multi Touch
- پشتیبانی از رزولوشن‌های بیشتر برای صفحه نمایش
- رابط کاربری به‌روزرسانی شده
- مرورگر اینترنتی با قابلیت پشتیبانی از HTML5
- دفترچه تلفن به‌روزرسانی شده
- گوگل مپ نسخه ۳٫۱٫۲
- پشتیبانی از Microsoft Exchange
- افزوده شدن امکان فلاش داخلی برای دوربین
- افزوده شدن بزرگنمایی دیجیتال دوربین
- به‌روزرسانی صفحه کلید مجازی
- پشتیبانی از بلوتوث نسخه ۱/۲
- اضافه شدن قابلیت کاغذ دیواری‌های متحرک
- اضافه شدن امکان ارسال فایل با استفاده از بلوتوث